# Observatório Abrahão de Moraes
O Observatório Abrahão de Moraes (OAM), fundado em 1972, está instalado numa área de pouco mais de 450.000 m2 no município de Valinhos, a 80 quilômetros de São Paulo, sendo seu acesso feito pelo município vizinho de Vinhedo. Sua altitude é de 850 metros e suas coordenadas geográficas são aproximadamente: 23 graus de latitude sul e 3h 08min de longitude oeste.
Trata-se de um laboratório científico do Departamento de Astronomia e do Departamento de Geofísica, ambos pertencentes ao Instituto de Astronomia, Geofísica e Ciências Atmosféricas da Universidade de São Paulo (IAG-USP). Conta com um telescópio circulo meridiano para observações astrométricas e fotométricas; o telescópio Argus para trabalhos de ensino, operado remotamente por escolas dentro do projeto Telescópios na Escola; o telescópio Obelix, para monitoramento de satélites em uma colaboração entre SHAO/CAS da China, ON (Observatório Nacional do Rio de Janeiro), IAG/USP (Intituto de Astronomia e Astrofísa da Universidade de São Paulo),
UFF (Universidade Federal Fluminense) e UEZO (Universidade Estadual da Zona Oeste); e os telescópios Asterix e Prometeu para trabalhos de divulgação científica. 
Também conta com uma estação meteorológica para medidas de variáveis hidro meteorológicas, uma estação gravimétrica pertencente a Rede Nacional de Estações Gravimétricas Absolutas (RENEGA), uma estação geodésica que integra o Sistema Geodésico Brasileiro (SGB) e uma estação sismográfica.
Seu nome é uma homenagem ao professor Abraão de Morais (1917-1970), astrônomo e matemático, ex-professor catedrático da Escola Politécnica e ex-diretor do Instituto de Astronomia, Geofísica e Ciências Atmosféricas.
Com a contínua degradação da qualidade do céu para observações astronômicas o Observatório redirecionou seu principal eixo de atividades para a divulgação científica embora ainda se realizem trabalhos de pesquisa.
Hoje, além da preocupação com a pesquisa e com a divulgação científica, a questão da área onde está situado o observatório tem merecido atenção especial, pois a mata é uma das poucas áreas preservadas da região.

## Abrahão de Moraes
Nascido em Itapecerica da Serra, no estado de São Paulo, em 1917, Abrahão de Moraes começou sua vida acadêmica no curso de Engenharia na Escola Politécnica de São Paulo, mas dois anos depois se transferiu para a recém fundada Faculdade de Filosofia, Ciências e Letras da Universidade de São Paulo (FFCL-USP), onde se graduou em Física no ano de 1938, aos 21 anos. Seguiu na carreira acadêmica como professor assistente e acabou substituindo Gleb Wataghin na chefia do Departamento de Física da FFCL, quando este retornou à Itália em 1949. Mesmo ano este o qual fundou, junto a seu amigo Prof. Aristóteles Orsini, a Associação de Amadores de Astronomia de São Paulo. Foi uma figura importante na contratação de David Bohm para a FFCL e trocava cartas com diversas figuras importantes à época, como o físico Albert Einstein.
Assumiu a cadeira de diretor do então Instituto Astronômico e Geofísico da USP, hoje Instituto de Astronomia, Geofísica e Ciências Atmosféricas, por 15 anos, entre 55 e 70, ano de sua morte. Nesse período, se empenhou em focar o instituto no ensino e pesquisa: implementou cooperações científicas, atuou na formação de jovens pesquisadores, montou uma biblioteca especializada e deu início à construção do observatório astronômico de Valinhos, inaugurado em 1972. Foi a partir de sua direção que o IAG se destacou nacional e internacionalmente nas áreas de Astronomia, Astrometria e Astrofísica.
Colaborou representando o Brasil no comitê técnico da Comissão do Espaço Cósmico da ONU, entre 1959 e 1967. De 1965 a 1970, presidiu o Grupo de Organização da Comissão Nacional de Atividades Espaciais (CNAE), cujas atribuições atualmente são do Instituto Nacional de Pesquisas Espaciais (INPE). Sua trajetória lhe rendeu várias homenagens em reconhecimento por sua atuação no ramo da Astronomia e Ciências Espaciais no Brasil, como o Palmes Académiques, o Nacional Science Foundation e a Ordem ao Mérito Aeronáutico do Brasil, além de dar nome a uma cratera de impacto na Lua, a cratera “De Moraes”, no lado oculto da Lua, de 53km de diâmetro em [Latitude 49.5º N, Longitude 143.5º E].
Faleceu em São Paulo em 11 de Dezembro de 1970.
Foi homenageado diversas vezes em vida por sua luta pelo desenvolvimento da Astronomia e das Ciências Espaciais no Brasil: as “Palmes Académiques” da França, o diploma da National Science Foundation dos Estados Unidos e a Ordem do Mérito Aeronáutico do Brasil. Foi membro titular da Academia Brasileira de Ciências. Teve sua memória homenageada pela comunidade astronômica internacional dando o seu nome a uma cratera de impacto na Lua: A cratera De Moraes, [Latitude 49.5° N, Longitude 143.2° E] com 53 km de diâmetro.

## Telescópio Círculo Meridiano

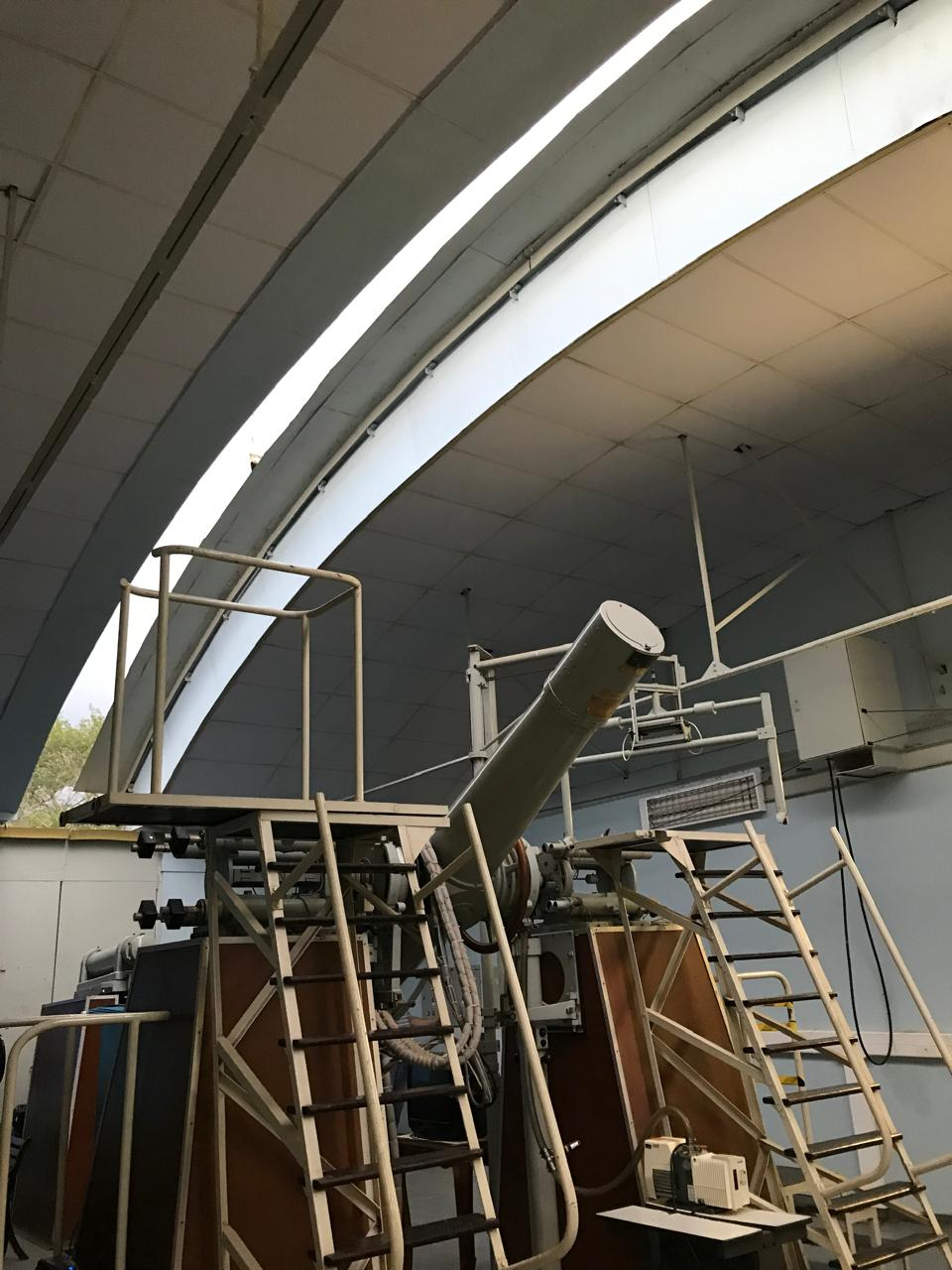
focado em Astrometria nos anos 70, esse telescópio hoje é utilizado para divulgação científica.

É o instrumento de pesquisa mais antigo no observatório, foi o primeiro a chegar em 1975 e era utilizado exclusivamente para pesquisas. Seu foco sempre foi a Astrometria, mas era possível fazer outros tipos de estudo, como o acompanhamento de cometas, asteróides, planetas e luas. 
Seu nome é derivado de sua localização exata ao longo da linha do Meridiano.Suas características únicas, resultantes do enfoque em pesquisas voltadas para a Astrometria, permitiam medir a posição de duas maneiras: de forma relativa, usando outras estrelas como pontos de referência, ou de forma absoluta, sem a necessidade de informações prévias sobre a posição de outras estrelas.
O Círculo Meridiano é um telescópio refrator, o que significa que ele utiliza lentes convergentes para desviar e focar a luz. Ele possui uma abertura de 20 cm e uma distância focal de 2,7 metros, sendo um equipamento de grandes proporções. A estrutura é montada em uma montagem meridiana.
Desde 2008, ano em que o Círculo Meridiano aposentou suas pesquisas, o local atrai milhares de visitantes anualmente para visitas guiadas, entre eles estudantes do Departamento de Astronomia do IAG-USP. 
Durante o dia, os visitantes têm a oportunidade de explorar diversos instrumentos astronômicos. Já à noite, em um fim de semana por mês, o público pode observar o céu utilizando os telescópios Prometeu e Asterix por meio do projeto "Noite com as Estrelas".

## Laboratório Científico
O Observatório atua abrigando uma estação sismográfica, parte da rede sismográfica do Brasil e um telescópio Obelix que realiza observações de satélites e de restos de satélites artificiais em parceria com o Observatório de Xangai na China. Conta ainda com uma estação meteorológica automática que realiza medições de variáveis hidro meteorológicas, uma estação gravimétrica que faz parte da Rede Nacional de Estações Gravimétricas Absolutas (RENEGA) e uma estação geodésica que integra o Sistema Geodésico Brasileiro (SGB). 

## Telescópio Argus
O "Argus" é um telescópio do tipo Schmidt-Cassegrain, marca Celestron, com abertura de 28cm e 2,8m de distância focal. Possui uma CCD ST7-XE (câmera digital astronômica) com filtros vermelho, verde, azul, ultra-violeta e infra-vermelho.
A montagem robótica, Paramount GT1100-S, pode ser operada remotamente por qualquer escola com acesso à internet.
É mantido pelo Departamento de Astronomia do IAG/USP, no Observatório Abrahão de Moraes. 

## TnE - Telescópios na Escola
Trata-se de um projeto educacional cujo objetivo é promover o ensino de ciências, em especial da astronomia, por meio da possibilidade de se controlar remotamente (via internet) telescópios reais instalados em diferentes observatórios do Brasil, dos quais um destes é o Observatório Abrahão de Moraes, que disponibiliza o telescópio Argus para operação remota.
O projeto é coordenado pelo IAG/USP e composto por mais sete instituições que possibilitam o uso de diferentes telescópios: Universidade Federal do Rio de Janeiro (Observatório do Valongo, RJ), Universidade Federal de Santa Catarina (Florianópolis, SC), Universidade Federal do Rio Grande do Sul (Porto Alegre, RS), Colégio Militar de Porto Alegre (Porto Alegre, RS), Instituto Nacional de Pesquisas Espaciais (São José dos Campos, SP), Universidade Federal do Rio Grande do Norte (Natal, RN) e Universidade Estadual de Ponta Grossa (Ponta Grossa, PR).
Escolas cadastradas podem utilizar os telescópios disponibilizados para a obtenção de imagens de astros em tempo real por meio de uma página web e apoio presencial de colaboradores do projeto. Possibilitando a realização de atividades multidisciplinares voltadas ao desenvolvimento de habilidades e competências do método científico através da prática de observações, coleta e tratamento de dados além de outras possibilidades. 

Para realizar as observações as escolas interessadas realizam a inscrição por meio de formulário eletrônico no site do projeto. Além de possibilitar o acesso remoto e disponibilizar para manuseio os arquivos eletrônicos das imagens capturadas o projeto também oferece diversos roteiros de atividades que podem ser trabalhadas com os estudantes.

## Ligações Externas
- Observatório Abrahão de Moraes
- Matéria sobre o Observatório no Mapas USP (USP)
- Laboratório de Pesquisa Exoplanetária
- Telescópios nas Escolas
- Noite com as estrelas. (procure também a fanpage Observatório Abrahão de Moraes no Facebook)